# Pozheran
Pozheran (albanisch auch Pozherani oder auch Pozharan/-i, serbisch Пожарање Požaranje) ist eine Ortschaft im Kosovo in der Gemeinde Vitia.
Die 2011 durchgeführte Volkszählung ergab eine Einwohnerzahl von 4247, wovon sich 4227 Personen (99,53 %) als Albaner, 13 Personen als Aschkali und eine Person als Serbe bezeichneten.
| Volkszählung | 1948 | 1953 | 1961 | 1971 | 1981 | 1991 | 2011 |
| ------------ | ---- | ---- | ---- | ---- | ---- | ---- | ---- |
| Einwohner    | 1592 | 1953 | 2210 | 2814 | 3490 | 4366 | 4247 |

In dem Ort ist der Fußballverein KF Vllaznia Pozheran ansässig, welcher derzeit in der zweiten Liga des Kosovo spielt.